# Юни
Юни е името на шестия месец от годината според григорианския календар и има 30 дни.

## Етимология
Месец юни е кръстен на древноримската богиня Юнона, съпругата на бог Юпитер.
Старото славянско име на месеца е било  (изок). Така се е наричало насекомото жетвар, което се появява масово през този месец, нападайки посевите.

## Събития
- Фестивалът „Пловдив чете“ традиционно се провежда през месец юни в град Пловдив.
- 21 юни (±1 ден, 20 или 22 юни) – Лятното и зимното слънцестоене, съответно най-дългият ден в северното и най-късият ден в южното полукълбо.

## Любопитно
- Юни и май са уникални с деня от седмицата, в който започват в една календарна година.